# David Cotterill
David Rhys George Best Cotterill (* 4. Dezember 1987 in Cardiff) ist ein walisischer ehemaliger Fußballnationalspieler, der mit Unterbrechungen von 2005 bis 2016 für die walisische Nationalmannschaft spielte. Der 1,75 Meter große Außenstürmer stand zuletzt u. a. bei Atlético de Kolkata in Indien unter Vertrag.

## Sportlicher Werdegang
Der in der walisischen Hauptstadt Cardiff geborene Cotterill schloss sich im nahegelegenen Bristol der Jugendabteilung von Bristol City an und spielte für den Verein in der Saison 2005/06 in der dritten englischen Liga. In der Saison 2006/07 gelang als Vizemeister der Aufstieg in die zweite Liga, Cotterill wechselte aber für 3,2 Millionen Euro zu Wigan Athletic in die Premier League 2006/07. Dort kam in 16 von 38 Spielen zum Einsatz und entging mit seiner Mannschaft als Viertletzter nur knapp dem Abstieg. In der nächsten Saison wurde er aber nach nur zwei Spielen an den Zweitligisten Sheffield United ausgeliehen, der ihn dann für 2,6 Millionen Euro übernahm. Am Ende der Saison 2008/09 waren sie Dritter und hatten damit noch die Chance sich über Playoffspiele für die Premier League 2009/10 zu qualifizieren. Sie verloren aber das Playoff-Finale gegen den FC Burnley mit 0:1. Im November 2009 wechselte er dann zunächst auf Leihbasis und dann für 675.000 Euro zum Ligakonkurrenten Swansea City, verpasste mit den „Schwänen“ aber als Siebter die Playoffs um den Ligaaufstieg. Dies gelang den „Schwänen“ dann in der nächsten Saison, er war aber bereits nach 14 Spielen an den Ligaaufsteiger FC Portsmouth verliehen worden. Nachdem er nach Rückkehr zu Swansea in der Premierleague nicht zum Einsatz gekommen war, wechselte er im Frühjahr 2012 ablösefrei zum Zweitligisten FC Barnsley. Er entging mit dem Verein als Viertletzter zwar knapp dem Abstieg, wechselte dann aber zum Absteiger Doncaster Rovers. In der Football League One 2012/13 wurde er aber mit den Rovers Meister und stieg sofort wieder in die Football League Championship 2013/14 auf, aus der der Verein aber umgehend wieder abstieg. Er wechselte daraufhin ablösefrei zu Birmingham City um weiterhin in der zweiten Liga zu spielen. Es folgte Anfang 2017 eine sechsmonatige Ausleihe zu Bristol City und in der Winterpause der Saison 2017/18 der Wechsel zum indischen Erstligisten Atlético de Kolkata. Im Oktober 2018 erklärte er sein Karriereende als Spieler. Im Januar 2020 erhielt er einen Vertrag beim walisischen Erstligisten Barry Town United. Im August 2021 wechselte er zum Ligakonkurrenten Newtown AFC.

## Nationalmannschaft
Cotterill bestritt zwischen 2004 und 2005 drei Spiele für die walisische U-19-Mannschaft. Im März und September 2005 kam er in vier EM-Qualifikation-Spielen der walisischen U-21-Auswahl zum Einsatz.
Am 12. Oktober 2005 spielte er mit 17 Jahren erstmals für die walisische walisische Nationalmannschaft. Im WM-Qualifikation-Spiel gegen Aserbaidschan wurde er in der 74. Minute für den zweifachen Torschützen Ryan Giggs eingewechselt. Er wurde auch im nächsten Spiel eingewechselt, dann aber nur noch gelegentlich, spielte aber in der Zeit auch noch einmal für die U-21-Auswahl in der Qualifikation für die U-21-EM 2007. Nach seinem achten Spiel folgte eine Pause von acht Monaten, in denen er sieben Spiele verpasste, aber zweimal in der Qualifikation für die U-21-EM 2009 spielte. Nachdem er danach in drei von vier Spielen wieder eingewechselt wurde, folgte eine erneute Pause von fast 11 Monaten in der er achtmal nicht berücksichtigt wurde. In den nächsten 13 Spielen wurde er fünfmal eingewechselt und stand im 13. Spiel am 11. August 2010 erstmals in der Startelf. Er erzielte dann prompt mit seinem ersten Länderspieltor den 1:0-Führungstreffer beim 5:1-Sieg gegen Luxemburg, wurde aber in der 82. Minute ausgewechselt. Bis Mai 2011 wurde er aber wieder nicht eingesetzt, dann zweimal nacheinander, wobei er am 27. Mai 2011 erstmals über 90 Minuten spielte, dann aber fast 30 Monate nicht zum Einsatz kam. Nach einem Spiel im November 2013 dauerte es 11 Monate bis zum nächsten Spiel, bei dem er bereits in der sechsten Minute eingewechselt wurde und in der 30. Minute das 1:0 beim 2:1-Sieg gegen Zypern erzielte. Er kam dann auch einen Monat später im nächsten Spiel in der ersten Halbzeit zum Einsatz, musste dann aber wieder bis zum März 2016 auf den nächsten Einsatz warten. 
Am 9. Mai 2016 wurde er in den vorläufigen Kader für die EM 2016 berufen, mit dem am 23. Mai ein Trainingslager in Portugal beginnt. Er wurde dann auch für den endgültigen Kader berücksichtigt. Er war einer von drei Feldspielern, die im Turnier nicht zum Einsatz kamen. Im Oktober 2016 kam er nochmals zu einem Einsatz beim WM-Qualifikationsspiel gegen Georgien (1:1). Danach wurde er nicht mehr berücksichtigt.